# یونایتد پی.اس.
یونایتد پی.اس. (به انگلیسی: United p.s.) یک شرکت هواپیمایی با کد یاتا UA است که در تاریخ ۲۰۰۴ میلادی تأسیس شده است. دفتر مرکزی یونایتد پی.اس. در شیکاگو، ایلینوی واقع شده‌است.